# Saut en longueur sans élan aux Jeux olympiques de 1912
Pour un article plus général, voir Athlétisme aux Jeux olympiques de 1912.
Navigation
Londres 1908
L'épreuve du saut en longueur sans élan aux Jeux olympiques de 1912 s'est déroulée le 8 juillet 1912 au Stade olympique de Stockholm, en Suède. Elle est remportée par le Grec Konstantínos Tsiklitíras qui succède à l'Américain Ray Ewry, vainqueur en 1900, 1904 et 1908.
Cette épreuve est disputée pour la dernière fois dans le cadre des Jeux olympiques.

## Résultats
| Rang               | Athlète                        | Tour préliminaire | Tour préliminaire | Tour préliminaire | Tour préliminaire | Finale | Finale | Finale | Marque |
| Rang               | Athlète                        | 1                 | 2                 | 3                 | Rang              | 4      | 5      | 6      | Marque |
| ------------------ | ------------------------------ | ----------------- | ----------------- | ----------------- | ----------------- | ------ | ------ | ------ | ------ |
| Médaille d'or      | Konstantínos Tsiklitíras (GRE) | 3.14              | 3.26              | 3.37              | 1er               | 3.30   | 3.24   | 3.34   | 3.37   |
| Médaille d'argent  | Platt Adams (USA)              | 3.23              | 3.18              | 3.32              | 2e                | 3.36   | 3.34   | 3.24   | 3.36   |
| Médaille de bronze | Benjamin Adams (USA)           | 3.28              | 3.21              | 3.24              | 3e                | 3.18   | 3.23   | 3.28   | 3.28   |
| 4                  | Gustaf Malmsten (SWE)          | 3.11              | 3.20              | 3.12              | 4e                |        |        |        | 3.20   |
| 5                  | Leo Goehring (USA)             | —                 | 3.14              | 3.13              | 5e                | 3.14   |        |        |        |
| 5                  | Edvard Möller (SWE)            | 3.13              | 3.14              | 3.09              | 5e                | 3.14   |        |        |        |
| 7                  | András Baronyi (HUN)           | 3.12              | 3.13              | 3.02              | 7e                | 3.13   |        |        |        |
| 8                  | Richard Byrd (USA)             | 3.12              | 3.11              | 3.05              | 8e                | 3.12   |        |        |        |
| 9                  | Forest Fletcher (USA)          | 3.05              | 3.11              | 3.09              | 9e                | 3.11   |        |        |        |
| 10                 | Alfred Motté (FRA)             | 3.10              | 3.10              | 3.09              | 10e               | 3.10   |        |        |        |
| 11                 | Gustaf Ljunggren (SWE)         | 3.01              | 3.04              | 3.09              | 11e               | 3.09   |        |        |        |
| 12                 | Birger Brodtkorb (NOR)         | 3.00              | 3.05              | 3.03              | 12e               | 3.05   |        |        |        |
| 13                 | Ragnar Ekberg (SWE)            | 3.00              | 3.02              | 3.03              | 13e               | 3.03   |        |        |        |
| 14                 | Géo André (FRA)                | 3.02              | 2.96              | —                 | 14e               | 3.02   |        |        |        |
| 14                 | Henry Ashington (GBR)          | 2.95              | 2.79              | 3.02              | 14e               | 3.02   |        |        |        |
| 14                 | Douglas Melin (SWE)            | 3.02              | 3.01              | 2.99              | 14e               | 3.02   |        |        |        |
| 17                 | Arthur Maranda (CAN)           | 2.80              | 2.83              | 2.98              | 17e               | 2.98   |        |        |        |
| 18                 | Karl Bergh (SWE)               | 2.86              | 2.95              | 2.91              | 18e               | 2.95   |        |        |        |
| 19                 | Philip Kingsford (GBR)         | 2.60              | 2.75              | 2.72              | 19e               | 2.75   |        |        |        |